# Penelope Ann Miller
Penelope Ann Miller (nacida Penelope Andrea Miller; Los Ángeles, 13 de enero de 1964) es una actriz estadounidense. En su larga carrera se destacan filmes exitosos y aclamados por la crítica, además de notables obras de teatro. Ha actuado con grandes del cine como Marlon Brando, Robert De Niro y Al Pacino. Ha sido nominada al Premio Tony, al Globo de Oro y al Premio del Sindicato de Actores por su participación en la cinta The Artist.

## Biografía

### Familia
Su padre es el guionista y director Mark Miller, quien es recordado por su papel de "Padre" en la serie de los años 1960's Please Don't Eat the Daisies y además es el escritor de A Walk in the Clouds. Su madre, Beatrice Miller, es instructora de yoga quien trabaja para una institución sin ánimo de lucro y que anteriormente había trabajado como periodista para la revista Life y como editora en Harper's Bazaar. Penelope tiene dos hermanas: Marissa, que también es actriz y Savannah, que es trabajadora social y representante de Arbonne Skin-Care Products.
El 9 de diciembre de 1994 se casó con el actor canadiense Will Arnett, que es seis años menor que ella, pero se divorciaron casi inmediatamente el 18 de enero del año siguiente.
El 28 de mayo de 2000 se casó con John Patrick Huggins. A los 36 años dio a luz a su primera hija Eloisa, el 10 de diciembre de 2000. Casi nueve años después, el 23 de marzo de 2009, tuvo a su segunda hija Maria Adela, al edad de 45 años. Finalmente tras once años de matrimonio se divorcia de Huggins el 14 de mayo de 2012.

## Carrera

### Teatro
Miller estudió y se graduó de la secundaria en Los Ángeles y se mudó a Nueva York a los dieciocho años. Estudió drama en el HB Studio en Greenwich Village en Nueva York. Sin duda, su primer éxito en el teatro fue en la obra Biloxi Blues de Neil Simon en 1985. En 1988 protagonizó Our Town, de Thornton Wilder, compartiendo créditos con Eric Stoltz y Spalding Gray, su interpretación le valió una nominación al Premio Tony. Eventualmente dejó el teatro y se dedicó al cine y a la televisión.

### Cine
En el cine empezó con Biloxi Blues, en la cual repite el rol que interpretó en la obra de teatro homónima, al igual que hizo su protagonista Matthew Broderick: la película fue dirigida por Mike Nichols y contó con las participaciones de Christopher Walken y Casey Siemaszko. Posteriormente trabajó en el éxito de taquilla de Chris Columbus Aventuras en la gran ciudad, que fue protagonizado por Elisabeth Shue, en 1987. Hasta aquel entonces solo había actuado en papeles secundarios.
No fue hasta 1990 cuando empieza a protagonizar películas con los más reconocidos actores del momento. En primer lugar The Freshman, al lado de Marlon Brando y nuevamente con Matthew Broderick; luego Despertares, que fue elogiada por la crítica, con Robert De Niro y Robin Williams; y finalmente Kindergarten Cop que consiguió estar entre las diez cintas más taquilleras de ese año y en la cual actuó con Arnold Schwarzenegger, Pamela Reed, Linda Hunt, Richard Tyson, Carroll Baker y Cathy Moriarty.
En 1992 participó en una cinta de Richard Attenborough, Chaplin, la biografía del famoso comediante de cine mudo Charles Chaplin que fue interpretado por Robert Downey Jr. Al año siguiente trabajó con Al Pacino en una película de Brian De Palma, Carlito's Way, que la hizo acreedora a una nominación al Globo de Oro a la mejor actriz de reparto.
En 2001 apareció en el éxito taquillero Along Came a Spider que fue protagonizada por Morgan Freeman y Monica Potter. Su carrera decayó y apareció en películas como Funny Money, junto a Chevy Chase y Armand Assante; y The Messengers, junto a Dylan McDermott y Kristen Stewart.
En la década de 2010 su carrera volvió a retomar el éxito al aparecer en la cinta de Rob Reiner, Mi primer amor y nuevamente le ha permitido ganar el reconocimiento con la multipremiada cinta francesa The Artist que ganó cinco Premios Óscar y muchos otros premios en otros países. Aquí compartió créditos con James Cromwell, John Goodman y Malcolm McDowell.

### Televisión
Antes de introducirse en el cine actuó en algunas reconocidas series de televisión de los años 1980. Su primera intervención fue 1985 en un episodio de la serie Tales from the Darkside. También apareció en Family Ties y Miami Vice. Durante sus años de declive en el cine apareció en algunas películas para televisión del corte de terror como Caza de brujas y The Relic. Otras de sus notables apariciones en televisión fueron en Rocky Marciano (1999), All American Girl: The Mary Kay Letorneau Story (2000), en donde interpretó a una profesora que fue encarcelada por sostener una relación con un alumno adolescente, y Thanksgiving Family Reunion (2003). También trabajó en la serie Desaparecidos.

## Filmografía
- 2024: Reagan[1]
- 2022: Dahmer monster (serie)
- 2011: The Artist
- 2010: Flipped
- 2007: The Messengers
- 2006: Funny Money
- 2003: Thanksgiving Family Reunion (TV)
- 2001: Along Came a Spider
- 2000: All American Girl: The Mary Kay Letorneau Story (TV)
- 1999: Rocky Marciano (TV)
- 1997: Little City
- 1997: The Relic
- 1997: The Last Don (miniserie)
- 1994: Witch Hunt (TV)
- 1994: La sombra
- 1993: Carlito's Way
- 1992: Chaplin
- 1992: The Gun in Betty Lou's Handbag
- 1992: Year of the Comet
- 1991: Other People's Money
- 1990: Despertares
- 1990: Kindergarten Cop
- 1990: Downtown
- 1990: The Freshman
- 1989: Dead Bang
- 1988: Big Top Pee-Wee
- 1988: Miles from Home
- 1987: Aventuras en la gran ciudad
- 1987: Biloxi Blues

## Premios y nominaciones
- Premios Saturn

| Año  | Resultado | Categoría    | Título    |
| ---- | --------- | ------------ | --------- |
| 1995 | Nominada  | Mejor Actriz | La Sombra |
| 1997 | Nominada  | Mejor Actriz | The Relic |

- Chicago Film Critics Association

| Año  | Resultado | Categoría            | Título    |
| ---- | --------- | -------------------- | --------- |
| 1991 | Ganadora  | Mejor Actriz Promesa | El novato |

- DVD Exclusive Awards

| Año  | Resultado | Categoría               | Título          |
| ---- | --------- | ----------------------- | --------------- |
| 2001 | Nominada  | Mejor Actriz de Reparto | Full Disclosure |

- Globos de Oro

| Año  | Resultado | Categoría               | Título                 |
| ---- | --------- | ----------------------- | ---------------------- |
| 1994 | Nominada  | Mejor Actriz de Reparto | Atrapado por su pasado |